# Сервет Четін
Сервет Четін (тур. Servet Çetin, нар. 17 березня 1981, Игдир) — турецький футболіст, що грав на позиції захисника.
Виступав, зокрема, за стамбульські «Фенербахче» та «Галатасарай», з кожним з яким по два рази вигравав чемпіонат Туреччини. Був гравцем національної збірної Туреччини, з якою ставав півфіналістом чемпіонату Європи 2008 року. 

## Клубна кар'єра
У дорослому футболі дебютував 1998 року виступами за команду клубу «Карталспор», в якій провів три сезони, взявши участь у 54 матчах чемпіонату. 
Згодом з 2001 по 2003 рік грав у складі команд клубів «Гезтепе» та «Денізліспор».
Своєю грою за останню команду привернув увагу представників тренерського штабу клубу «Фенербахче», до складу якого приєднався 2003 року. Відіграв за стамбульську команду наступні три сезони своєї ігрової кар'єри, за результатами перших двох з них допомагав команді виграти чемпіонат Туреччини.
Протягом 2006—2007 років захищав кольори команди клубу «Сівасспор».
2007 року уклав контракт з клубом «Галатасарай», у складі якого провів наступні п'ять років своєї кар'єри гравця. Більшість часу, проведеного у складі «Галатасарая», був основним гравцем захисту команди і ще двічі ставав чемпіоном Туреччини.
Протягом 2012—2014 років захищав кольори команди клубу «Ескішехірспор».
2014 року приєднався до «Мерсін Ідманюрду», виступами за який через два роки й завершив ігрову кар'єру.

## Виступи за збірні
1998 року дебютував у складі юнацької збірної Туреччини, взяв участь у 2 іграх на юнацькому рівні.
Протягом 2002–2003 років залучався до складу молодіжної збірної Туреччини. На молодіжному рівні зіграв у 18 офіційних матчах, забив 3 голи.
2006 року провів одну гру за олімпійську збірну Туреччини.
2003 року дебютував в офіційних матчах у складі національної збірної Туреччини. У складі збірної був учасником розіграшу Кубка конфедерацій 2003 року у Франції, де провів дві гри, а також чемпіонату Європи 2008 року в Австрії та Швейцарії. Розпочинав мундіаль, на якому його команда сягнула півфіналу, як основний захисник, проте після групового етапу вже на поле не виходив.

## Титули і досягнення
- Чемпіон Туреччини (4):

«Фенербахче»: 2003/2004, 2004/2005
«Галатасарай»: 2007/2008, 2011/2012